# Jordi Tixier
Jordi Tixier   (Étampes, 2 de novembre de 1992) és un pilot de motocròs francès que va destacar en competició internacional durant la dècada del 2010, quan es proclamà Campió d'Europa i del món Júnior de 125cc (2010) i Campió del món de MX2 (2014), a més de formar part de la selecció francesa que guanyà el Motocross de les Nacions el 2018. Al llarg de la seva carrera, Tixier ha guanyat dos Grans Premis, a més de dos Campionats de França de motocròs i un de Supercross.

## Trajectòria esportiva
Jordi Tixier va començar a guanyar títols de ben petit. El 2003 fou Campió de França poussin en 65cc, el 2004, Subcampió de França benjamí en 85cc i el 2006, Subcampió de França minime en 85cc.
El 2007 va debutar al Campionat d'Europa i al mundial Júnior de 85cc amb una KTM i quedà tercer al mundial, a més de guanyar el Campionat de França de Supercross de la mateixa cilindrada. L'any següent, 2008, començà la seva carrera com a pilot professional amb una KTM a la categoria dels 125cc. El 2010 es va proclamar campió de França, d'Europa i del Món júnior de la cilindrada. El 2011 va passar a competir al Campionat del món, dins la categoria MX2, acabant-hi tretzè. El 2012 va aconseguir un podi i va acabar cinquè a la classificació final. A partir d'aquell any, va córrer amb l'equip de fàbrica de KTM. El 2013, Tixier no va guanyar cap Gran Premi però va aconseguir 10 podis i es proclamà subcampió del món.
El 2014, també dins l'equip oficial de KTM, després d'un inici de temporada fluix va aconseguir 8 podis i va guanyar dos Grans Premis. A causa de la fractura de cama del seu company d'equip, Jeffrey Herlings, Tixier va poder compensar als quatre darrers Grans Premis de la temporada el seu dèficit inicial de més de 100 punts i va aconseguir endur-se el títol amb només quatre punts més que Herlings.

## Palmarès al Campionat del Món
A 1 de desembre de 2020
Font:
| Any  | Motocicleta | MX1  | MX2 |
| ---- | ----------- | ---- | --- |
| 2011 | KTM         | -    | 13è |
| 2012 | KTM         | -    | 5è  |
| 2013 | KTM         | -    | 2n  |
|      |             | MXGP |     |
| 2014 | KTM         | -    | 1r  |
| 2015 | Kawasaki    | -    | 8è  |
| 2016 | Kawasaki    | 14è  | -   |
| 2017 | Kawasaki    | 20è  | -   |
| 2018 | KTM         | 28è  | -   |
| 2019 | KTM         | 16è  | -   |
| 2020 | KTM         | 11è  | -   |